# Esilda Villa
Esilda Villa (18 tháng 12 năm 1909 - 11 tháng 5 năm 1947) là người phụ nữ đầu tiên trở thành luật sư ở Bolivia và đóng vai trò nổi bật trong phong trào phụ nữ vào đầu thế kỷ XX ở nước bà. Sau khi vượt qua kỳ thi năm 1928, bà đã bị từ chối cấp giấy phép hành nghề luật vì phụ nữ không có quyền công dân vào thời điểm đó vì không thể hoàn thành nghĩa vụ quân sự bắt buộc. Áp lực quốc tế đã khiến bà nhận được giấy phép vào năm 1929. Mười năm sau khi bà vượt qua kỳ thi để trở thành luật sư xét xử, Tòa án Tối cao lại từ chối cấp giấy phép với lý do phụ nữ không có khả năng hành nghề luật. Bà đã kiếm được giấy phép thành công trong vòng một tháng và làm luật sư cho đến khi chết sớm trong một tai nạn giao thông.

## Đầu đời

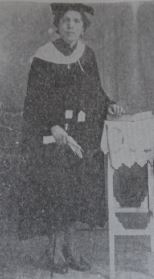
Esilda Villa Laguna Michel, luật sư phụ nữ đầu tiên ở Bolivia

Esilda Villa Laguna Michel được sinh ra vào ngày 18 tháng 12 năm 1909 tại Sucre, Bolivia, cha là Liz Michel và mẹ là Eduardo Villa Laguna. Năm bốn tuổi, bà vào trường tiểu học ở thành phố Potosí. Vì thành tích xuất sắc, bà bỏ qua năm cuối tiểu học và năm 12 tuổi, chuyển đến Oruro, đăng ký vào trường cấp hai Liceo "Pantaleón Dalence" de Señoritas. Mặc dù bà muốn học luật, nhưng ở Oruro không có trường luật nào chấp nhận phụ nữ, vì vậy, cùng với những sinh viên tốt nghiệp khác thuộc thế hệ của bà, họ đã thành lập Facultad Libre de Derecho (Khoa Tự do về các Quyền). Sau khi học được hai năm, vào ngày 2 tháng 6 năm 1928, bà xuất hiện trước Tòa thượng thẩm của Quận Oruro, để tham dự kỳ thi Procuradora de Causas.  Trước đây chưa từng có phụ nữ nộp đơn, tòa án đã kiểm tra Villa và xác nhận rằng bà đáp ứng các yêu cầu.
Khi Tòa Thượng Thẩm sau đó đệ đơn tới Văn phòng Công tố viên của Chính phủ xác nhận bà như một procuradora, hồ sơ đã bị từ chối trên cơ sở vì là một người phụ nữ, bà không phải là một công dân và không thể được cấp phép mà chưa hoàn thành nghĩa vụ quân sự bắt buộc của mình. Trong Nghị quyết của Bộ trưởng ngày 10 tháng 10 năm 1928, họ đã từ chối cấp cho Villa giấy phép. Hành động của Bộ đã bắt đầu một chiến dịch dài của Villa vì sự tiến bộ của quyền phụ nữ ở Bolivia. Bà đã đưa ra nhiều kiến nghị trước khi Thượng viện Bolivia tranh luận không chỉ vì quyền chính trị của phụ nữ, mà cả quyền dân sự của họ để tham gia vào các ngành nghề. Đồng thời, bà xuất hiện tại doanh trại quân đội và yêu cầu được ghi danh như một lính trơn. Khi chỉ huy từ chối, bà yêu cầu ông ta cung cấp cho bà giấy chứng nhận khuyết tật, cho phép đàn ông làm việc mà không hoàn thành nghĩa vụ quân sự. Trận chiến của bà xuất hiện trên các tờ báo lớn trên khắp Nam Mỹ ở Argentina, Chile, Cuba và Peru, trong những tờ báo đó bà thường bị chế giễu vì hành vi nam tính của mình giống như tiểu phẩm hài. Một phiên bản của El Mercurio Chile đã suy đoán liệu bà có râu hay không. Sự quan tâm quốc tế, trong đó có một bản kiến nghị ủng hộ bà gửi tới Tổ chức các quốc gia châu Mỹ của Ủy ban của phụ nữ liên Mỹ, đã gây áp lực buộc Văn phòng Công tố viên đảo ngược quyết định của họ và cấp bà danh hiệu procuradora ngày 2 tháng 3 năm 1929.

## Nghề nghiệp
Tin tức về việc Villa trở thành nữ luật sư đầu tiên của Bolivia được đăng trên các tạp chí nữ quyền và Bulletin of Pan American Union. Trong mười năm tiếp theo, bà làm việc với các luật sư và tù nhân trong Nhà tù Công cộng. Trong Chiến tranh Chaco (1932-1935), bà được đào tạo như một y tá và ra chiến trường chăm sóc cho những người bị thương. Vào ngày 2 tháng 1 năm 1938, Villa trở lại Tòa án Tối cao ở Oruro để yêu cầu kiểm tra tư cách như một luật sư xét xử (abogado). Một lần nữa, bà đã qua kiểm tra, nhưng khi bà nộp đơn xin giấy phép mới thì được thông báo rằng theo Điều 15 của Luật Tổ chức tư pháp xác nhận bởi Tòa án Tối cao Bolivia, phụ nữ cũng như những người đã bị điếc hoặc không thể nói đã bị cấm trở thành luật sư xét xử. Một lần nữa, bà đã chiến đấu với phán quyết và cuối cùng đã được trao giấy phép vào ngày 22 tháng 1 năm 1938.
Villa đã tham gia vào việc thành lập nhánh nhi đồng và thành lập phòng sơ cứu tại Bệnh viện công Escuela "María Quiroz". Bà vận động nhà ở cho con của các tù nhân không có người thân chăm sóc và soạn thảo ý kiến pháp lý về quyền của trẻ em. Năm 1936, tại Đại hội nữ quyền đầu tiên của Bolivia được tổ chức tại Namababamba, bà đã đưa ra hai bài báo, một trong đó chủ trương điều tra quan hệ cha con để xác nhận hỗ trợ cho trẻ em của cha họ và một chủ trương luật pháp nên bảo vệ trẻ em. Bà ủng hộ sự bảo vệ hợp pháp những bà mẹ đơn thân cho phép họ làm người giám hộ con cái của họ, hỗ trợ nuôi con của những người cha vắng mặt, và tiếp cận với giáo dục và chăm sóc sức khỏe. Vào tháng 7 năm 1946, khi cuộc đảo chính lật đổ tổng thống của Gualberto Villarroel, Villa đã nghe một thông báo trên đài phát thanh kêu gọi hỗ trợ y tế cho những người bị thương trong cuộc nổi loạn. Bà đã tổ chức tiếp tế và viện trợ y tế để chuyển đến người dân ở La Paz qua hệ thống đường sắt Bolivia.

## Cái chết và di sản
Villa qua đời vào ngày 11 tháng 5 năm 1947 trong một tai nạn xe hơi, khi bà trở về từ buổi khánh thành một đài tưởng niệm các nạn nhân đã chết trong cuộc nổi dậy ngày 20 tháng 11 năm 1944 ở Oruro, lễ truy điệu bà được tổ chức tại Nhà thờ La Paz.

### Trích dẫn
1. ↑  "Homenaje" 1948, tr. 8.
2. 1 2  "Homenaje" 1948, tr. 9.
3. ↑  Jowers 2017.
4. ↑  Gaceta Oficial de Bolivia 2010.
5. 1 2  "Homenaje" 1948, tr. 10.
6. ↑  La Prensa 1928, tr. 7.
7. 1 2  "Homenaje" 1948, tr. 11.
8. 1 2  "Homenaje" 1948, tr. 12.
9. ↑  Bulletin of the Pan American Union 1929, tr. 312.
10. ↑  "Homenaje" 1948, tr. 13.
11. ↑  Durán Zuleta 2012.
12. ↑  "Homenaje" 1948, tr. 14.
13. ↑  García Mérida 2005, tr. 3.
14. 1 2  "Homenaje" 1948, tr. 15.
15. ↑  "Homenaje" 1948, tr. 39.